# ایمو

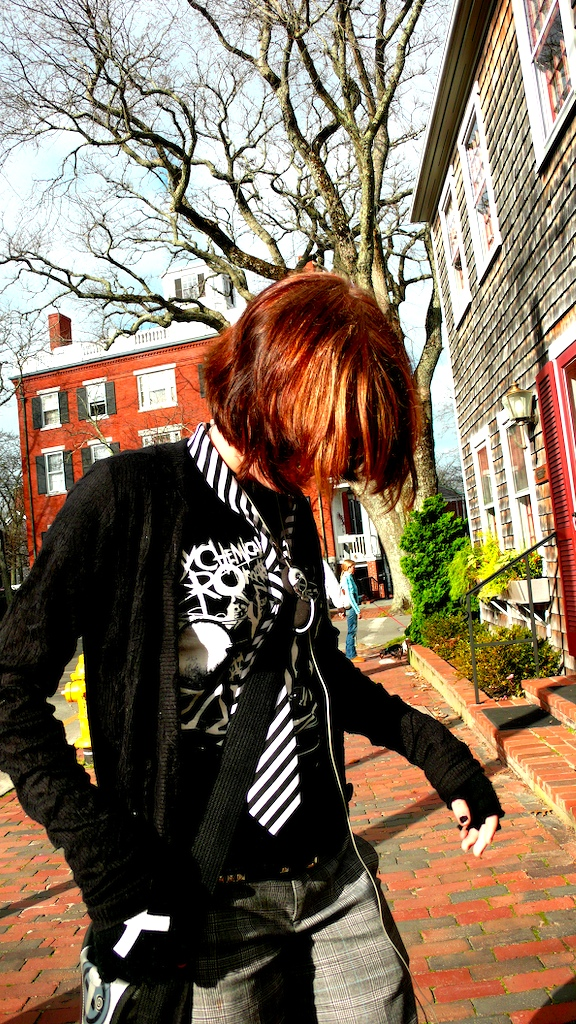
یکی از طرفداران ایمو با پوشش و آرایش مخصوص این سبک

ایمو (به انگلیسی: Emo) یکی از زیرشاخه‌های موسیقی راک و برآمده از سبک هاردکور پانک است. واژهٔ ایمو (که «emotional hardcore» و «emocore» هم گفته می‌شود) اوّلین بار برای توصیف آثار گروه‌های هاردکوری به‌کار رفت که «آهنگ‌های ملودیک» و «اشعار احساسی سوگوارانه و اعتراف‌گونه» شان باعث تفاوت‌شان از دیگر ژانرهای پانک راک می‌شد.
از اولین آثار موسیقایی که در شکل‌گیری ایمو نقش قابل توجهی داشت می‌توان از آلبوم ۱۹۸۴ گروه هاردکور پانک Hüsker Dü با نام Zen Arcade یاد کرد. این آلبوم راه‌گشای گروه‌های هاردکور دیگر شد تا در آثارشان به موضوع‌های شخصی‌تر بپردازند و آهنگ‌های گوش‌نوازتری بسازند. در سال‌های میانی دههٔ ۸۰ میلادی بود که در منطقهٔ واشینگتن دی‌سی اولین گروه‌های ایمو ظهور کردند که از میان آن‌ها می‌توان به رایتز آو اسپرینگ و اِمبریس اشاره کرد.
موضوعی که در شعرهای هنرمندان ایمو بیشتر به آن پرداخته می‌شود «شکست یا ناکامی در روابط عاشقانه» است و وجه تمایزشان با اشعار متداول عاشقانه سعی در برانگیختن حسّ ترحّم شنونده به حال عاشق ناکام است. پرداختن به این‌گونه مضامین باعث شده بیشتر مخاطبان ایمو نوجوان‌ها باشند.
علاوه بر موسیقی، واژهٔ ایمو برای تعریف یک خرده‌فرهنگ که علاقه‌مندانش مشخصه‌های ظاهری و رفتاری مخصوص به خودشان را دارند هم استفاده می‌شود. این واژه برای توصیف نوعی رابطهٔ خاص میان هنرمندان ایمو و هواداران و جنبه‌های گوناگون مرتبط با مُد، فرهنگ و خصوصیّات رفتاری‌شان هم کاربرد دارد.